# Шерман, Уильям Текумсе
Уи́льям Теку́мсе Ше́рман (англ. William Tecumseh Sherman; 8 февраля 1820, Ланкастер, Огайо — 14 февраля 1891, Нью-Йорк) — американский полководец и писатель. Прославился как один из наиболее талантливых генералов Гражданской войны 1861—1865 гг., где он воевал на стороне Севера. В то же время, Шерман приобрёл печальную славу за свою тактику «выжженной земли».

## Ранние годы
Уильям Текумсе Шерман родился 8 февраля 1820 года в Ланкастере (штат Огайо) в семье процветающего адвоката Верховного суда Огайо Чарльза Роберта Шермана и его супруги Мэри Хойт Шерман. Роберт Шерман приходился дальним родственником одному из Отцов-основателей США — Роджеру Шерману.

### Происхождение второго имени
Первое имя генерала Уильям, представляющее собой английский вариант германского имени Вильгельм, широко распространено в англоязычных странах. Второе имя дано Шерману в честь Текумсе — индейского вождя и врага Соединённых Штатов. Принято считать, что Шерман — один из немногих американцев, названных в честь индейского вождя. В 1829 году Чарльз Роберт Шерман скончался, оставив свою жену Мэри с 11 детьми без наследства и не прояснив причины выбора имени сына.
После смерти отца Шермана, как самого умного, согласился взять на воспитание друг семьи, адвокат Томас Юинг (этнический ирландец), который в дальнейшем был избран сенатором от Огайо и первым Министром внутренних дел США. При этом, по требованию жены Юинга Марии мальчика снова крестили — в католичество.
В 1932 году Льюис, один из биографов генерала, выступил с заявлением, что изначально Шерман звался Текумсе, и уже Юинг добавил ему имя Уильям, однако данное мнение противоречит мемуарам Шермана. Сам Шерман вплоть до публикации мемуаров не отрицал, но и не афишировал своего индейского имени, подписываясь как W. T. Sherman или William T. Sherman (даже в письмах к жене).
В своей книге «Америка как есть» В. Д. Романовский даёт вполне простое и логичное объяснение. На самом деле, Текумсе — первое имя, которое было дано ему в честь того, что его дед воевал с индейцами племени вождя Текумсе, но священники ещё при первом крещении (в городе Ланкастер, штат Огайо) отказались давать такое имя, из-за чего ребёнку дали второе, обычное христианское имя Уильям, и поставили его первым.

### Начало карьеры
В возрасте 16 лет В. Т. Шерман поступил и в 1840 году окончил военную академию Вест-Пойнт и был определён вторым лейтенантом в 3-й артиллерийский полк.
В 1840—1841 годах участвовал в войне против индейцев-семинолов во Флориде, и 30 ноября 1841 года получил звание первого лейтенанта.
Во время Американо-мексиканской войны (1846—1848 гг.) занимал административный пост на базе в Калифорнии, которая не входила в состав Союза, где 30 мая 1848 г. получил временное звание капитана за отличия в войне с Мексикой.
До 1 января 1850 года Шерман служил в Сан-Франциско, а затем был переведён в штат Миссури на важную военную базу Джефферсоновские казармы к югу от Сент-Луиса. 27 сентября 1850 года он получил постоянное звание капитана и должность снабженца (Commissary of Subsistence). В этой роли он служил в Сент-Луисе и Новом Орлеане (1850—1853).
6 сентября 1853 года Шерман оставил военную службу и открыл банк в Сан-Франциско. Однако он испытывал постоянный стресс из-за финансовых перемещений и махинаций, что плохо сказалось на здоровье, у него началась астма.
В 1856 году Шерман стал одновременно руководить Калифорнийской милицией. Через год после этого банк прогорел и Шерман переехал в Ливенворт, штат Канзас, где пытался заняться адвокатской деятельностью, но у него снова ничего не вышло.
В 1859 году он занял место суперинтенданта (директора) Луизианской Государственной Семинарии Познания и Военной Академии (англ. Louisiana State Seminary of Learning & Military Academy) в Александрии, Луизиана, где также преподавал инженерное дело и рисование.

## Гражданская война
После начала Гражданской войны Шерман в 1861 году был вызван в Батон-Руж в качестве бывшего военного и суперинтенданта для того, чтобы принять под свою команду располагавшийся там Федеральный арсенал, который к этому моменту уже перешёл в руки конфедератов, поскольку охранявшие арсенал федеральные солдаты разделились на два лагеря, при этом уроженцы южных штатов разошлись по домам, а оставшиеся северяне без сопротивления сдали арсенал. Шерману было предложено принять арсенал от имени Конфедерации и подписать соответствующий документ. По-видимому, никто из руководства местных конфедератов не знал, что Шерман является уроженцем северного штата Огайо, тем более, что среди его друзей и бывших однополчан было немало южан. Он не принял арсенал, подал в отставку и уехал в Сент-Луис (штат Миссури), на границу с северным штатом Иллинойс, где стал руководителем Сент-Луисской железной дороги. Через несколько месяцев после этого его вызвали в Вашингтон.
Шерман вступил в армию северян в звании полковника (присвоено 14 мая) и принял участие в первом сражении при Булл-Ран, где был легко ранен пулями в колено и плечо. Сражение было неудачным, потерпев разгромное поражение Шерман, разочаровавшись в своих способностях военного, подал в отставку. Президент Авраам Линкольн не принял отставку, 17 мая сделал Шермана бригадным генералом добровольческой армии и послал его в Луисвилл, штат Кентукки.
13 июня он возглавил 13-й пехотный полк регулярной армии, а 15 июля стал командовать пехотной бригадой, которая состояла из четырёх пехотных полков и одного артиллерийского:
- 13-й Нью-Йоркский пехотный полк полковника Исаака Квинби[англ.]
- 69-й Нью-Йоркский пехотный полк полковника Майкла Коркорана[англ.]
- 79-й Нью-Йоркский пехотный полк полковника Джеймса Кэмерона[англ.]
- 2-й Висконсинский волонтёрский пехотный полк[англ.], лт. Генри Пека[англ.]
- 3-й артиллерийский регулярный полк[англ.], рота Е кп. Ромейна Эйрса

В Луисвилле из-за неопределённой политической обстановки у Шермана случился нервный срыв и он был вынужден покинуть армию.

### Сражение при Шайло
Вернувшись через полгода в строй, Шерман отличился в битве при Шайло (6 и 7 апреля 1862 г.), где его дивизия приняла на себя практически весь удар атакующих южан, но каким-то чудом Шерман сумел выиграть битву и через две недели получил чин генерал-майора.

### Виксбергская кампания
После этого Шерман участвовал в осаде Виксберга, после взятия его (4 июля 1863 г.) преследовал генерала конфедератов Джонстона до города Джексон, разрушил этот город и тем самым обеспечил армии Союза обладание западной частью штата Миссисипи.

### Атлантская кампания
В 1864 году, когда командующий Западным театром действий генерал Грант (который лично видел действия Шермана в битве при Шайло) был назначен главнокомандующим армии северян, он передал свой предыдущий пост Шерману.

### Марш Шермана к морю
С 15 ноября по 21 декабря 1864 года армия Шермана совершила марш к морю от Атланты до Саванны, разрезав тем самым территорию Конфедерации надвое. При этом солдаты Шермана следовали придуманной им «тотальной войне» («тактике выжженной земли») — они уничтожали все запасы, всю инфраструктуру, все постройки (разрушали железнодорожные пути, сжигали склады с хлопком) и беззастенчиво грабили мирное население, так как Шерман смотрел сквозь пальцы на нарушение официального запрета на мародёрство, поскольку врага, по его мнению, не только было нужно лишить экономической базы к сопротивлению, но и раздавить психологически. По мнению Шермана, это вело к скорейшему окончанию войны.
Во время марша Шермана к морю через всю страну, фронтом, растянутым на шестьдесят миль, с шестьюдесятью тысячами солдат, гражданское население Юга, на самом деле, пострадало незначительно, поскольку жителей деревень и городков заранее предупреждали о наступлении и предоставляли время, чтобы уйти. При этом не обходилось без эксцессов, на которые Шерман не обращал особого внимания.
Так, в феврале 1865 года армия Шермана разграбила и сожгла сдавшийся ей центр штата Южная Каролина — город Колумбию, население которого подверглось насилию со стороны солдат и местных негров. Для обнаружения заложенных конфедератами мин Шерман использовал пленных. Однако он считал подобную жестокость необходимой или допустимой лишь во время войны и после убийства Линкольна вместе со своими подчинёнными принял меры, чтобы защитить от мести жителей Роли, столицы Северной Каролины.

## Послевоенные годы
После окончания Гражданской войны Шерман долгое время был главнокомандующим, при этом один раз в течение двух месяцев занимал пост главы Военного Департамента.
С 4 марта 1869 по 1883 год Шерман был командующим генералом армии США (соответствует более поздней должности начальника штаба Армии США), генерал армии. В отличие от других генералов Гражданской войны, последовательно избегал вмешательства в политику.
Ввиду интриг и бюрократии на два года перевёл главный штаб в Сент-Луис, воевал с индейцами (также применяя тактику выжженной земли), издал несколько книг.

### После отставки
В 1884 году Шерман вышел в отставку.
В том же году он ответил решительным отказом на предложение баллотироваться от Республиканской партии на президентских выборах. «Я не стану баллотироваться, если меня выдвинут, и не стану служить, если выберут» (англ. I will not accept if nominated, and will not serve if elected), — ответил он в телеграмме на имя генерала Хендерсона.
14 февраля 1891 Уильям Текумсе Шерман скончался от пневмонии в Нью-Йорке на 72-м году жизни.
Похоронен на кладбище Кэлвэри в Сент-Луисе.

## Память
Именем генерала названы:
- речная канонерская лодка флота Союза (США)[англ.] «Генерал Шерман» (1864)[англ.];
- танк времён Второй мировой войны M4 Sherman;[Комм 3]
- самое большое (массивное) документально оформленное одноствольное дерево в мире, одна из гигантских секвой, носящая имя «Генерал Шерман» (в национальном парке «Секвойя» в Калифорнии).
- Кольцо Шермана[англ.] — городской сквер и круговая дорожная развязка в округе Петворт[англ.] в Вашингтоне.

- Канонерская лодка «Генерал Шерман» (1864)
- Танк M4 Sherman
- Дерево «Генерал Шерман» в национальном парке «Секвойя» в Калифорнии

В США существует целый ряд памятников генералу Шерману.
Главные памятники Шерману включают позолоченный бронзовый памятник Шермана (1902) Огастеса Сен-Годена на главном входе в Центральный парк в Нью-Йорке и памятник Шерману (1903) Карла Рол-Смита возле президентского парка в Вашингтоне, округ Колумбия Памятник Шерману (1900) в Маскигоне, штат Мичиган, имеет бронзовую статую Джона Масси Ринда, а памятник Шерману (1903) на Арлингтонском национальном кладбище имеет уменьшенную версию конной статуи Сен-Годена. Копии бюста Сен-Годена Уильяма Текумсе Шермана находятся в музее Метрополитен и в других местах.
- Памятник Шерману (1900), Маскигон, Мичиган.
- Памятник Уильяму Текумсе Шерману[англ.] (1902), Центральный парк, Нью-Йорк.
- Монумент генералу Уильяму Текумсе Шерману[англ.] (1903), Вашингтон.

## Родственники
- Шерман, Джон (1823—1900) — брат; североамериканский государственный деятель, 35-й Государственный секретарь США[9].